# اسماهور العليا (بربرود الشرقي)
اسماهور العلیا (بالفارسية: اسماهور علیا) هي قرية تقع في إيران في قسم بربرود الشرقي الریفي. يقدر عدد سكانها بـ 305 نسمة .